# Jang Yong-ho
Jang Yong-ho (kor. 장용호; * 4. April 1976 in Goheung) ist ein ehemaliger südkoreanischer Bogenschütze und Olympiasieger.

## Karriere
Bei den Weltmeisterschaften 1997 im kanadischen Victoria gewann er im Einzel die Bronzemedaille und wurde mit der Mannschaft Weltmeister. Zwei Jahre darauf in Riom gewann er mit der Mannschaft die Silbermedaille.
Jang Yong-ho nahm an den Olympischen Spielen 1996 in Atlanta, 2000 in Sydney und 2004 in Athen teil. Bei allen drei Teilnahmen schied er im Einzelwettbewerb im Achtelfinale aus. Gemeinsam mit Kim Bo-ram und Oh Kyo-moon gewann er 1996 die Silbermedaille im Mannschaftswettbewerb. Vier Jahre darauf wurde er mit Kim Chung-tae und Oh Kyo-moon Olympiasieger. Diesen Erfolg wiederholte er 2004 mit Im Dong-hyun und Park Kyung-mo.
Mit der Mannschaft gewann er 2006 in Doha die Goldmedaille bei den Asienspielen.